# Синдром Доріана Грея
Синдро́м Доріа́на Гре́я (також іноді прізвище епоніма передається як Ґрей) — патопсихологічний розлад, іноді клінічний синдром, що виражається у перебільшенні культу молодості, який розглядає можливе тривале збереження способу життя, у тому числі і сексуального, в рамках особливостей, властивих юнацькому, або молодому періоду життя.
Синдром характеризується тріадою накладених симптомів, які поєднують ознаки дисморфічного розладу тіла, нарцистичного розладу особистості та незрілості, спричиненої уповільненим розвитком, що часто спостерігається при парафілії.
Синдром ґрунтується на страху перед фізичним в'яненням або старінням. Компенсується невиправданим використанням молодіжної атрибутики, вибором одягу в молодіжному стилі, в крайньому разі веде до зловживання пластичною хірургією і косметичними засобами. Іноді патопсихологічний синдром переходить вже у психічні розлади — закінчується депресією і, навіть, спробами самогубства.
Розлад особливо поширений серед публічних осіб: артистів, співаків тощо.
Щоб зберегти свою швидкоплинну молодість, чоловіки з цим синдромом будуть схильні вдаватися до таких продуктів і послуг, як трансплантація волосся, ліки від імпотенції та хірургічні втручання. Таким чином, він зможе протистояти психосоматичним і психодинамічним наслідкам синдрому.

## Історичні відомості
Синдром вперше було описано в доповіді на конференції, де обговорювалося нереалістичне прагнення до ідеального тіла через продукти та послуги та його наслідки для психічного здоров'я.
Синдром було названо на честь персонажа роману Оскара Уайльда «Портрет Доріана Грея». У цьому романі красивий чоловік руйнує своє особисте, соціальне та емоційне життя через свій гедонізм і надмірну самооцінку, однак, зберігаючи надприродно старіючий портрет себе на своєму місці, йому вдається зберегти його красу від руйнівного впливу часу та його аморального способу життя. Портрет і історія роману звертаються до нарцисичних літературних мотивів дзеркала та підсилюють їх таким чином, що вічна краса, старіння та зрілість представлені психологічною діадою «людина і дзеркало». Персонаж Доріана Грея є архетипом пацієнта, що страждає на синдром Доріана Грея.

## Причини
Синдром описує загальну психодинаміку психічного захворювання. Це характеризується нарцисичним захистом від залежного від часу дозрівання, що виражається активним пошуком вічної краси. У статті «Синдром Доріана Грея» (2006) повідомляється, що приблизно 3 % населення Німеччини мали б симптоми синдрому.

## Діагностика
Діагностичні критерії синдрому Доріана Грея:
- ознаки дисморфічного розладу тіла
- нездатність психологічно дорослішати
- використання принаймні двох із наведених нижче продуктів та/або послуг :
  - лікування облисіння (наприклад, фінастерид)
  - лікування ожиріння (наприклад, орлістат)
  - лікування еректильної дисфункції (наприклад, силденафіл)
  - антидепресанти (наприклад, флуоксетин)
  - косметичні операції (наприклад, підтяжка обличчя, ліпосакція)

## Наслідки
Коли краса обличчя та ідеальна статура чоловіка з синдромом Доріана Грея остаточно дають збій, незважаючи на захисні механізми та пошуки вічної молодості, пацієнту найчастіше призначають антидепресанти та терапію, щоб протидіяти його почуттю неспроможності.
Крім того, якщо ця людина не розуміє, що вона повинна вжити заходів, щоб позбутися SDG, і продовжує свій пошук вічної краси, ігноруючи при цьому психодинаміку нарцисизму, вона входить у цикл хронічної депресії. У деяких екстремальних випадках пацієнт буде прагнути до самознищення за допомогою різних ліків або пластичних операцій, або обох, намагаючись заповнити порожнечу, створену нарцисизмом, властивим синдрому Доріана Грея.